# Jung Jae-sung
Jung Jae-sung (koreanisch 정재성; * 25. August 1982 in Jeonju, Jeollabuk-do, Südkorea; † 9. März 2018) war ein südkoreanischer Badmintonspieler.

## Karriere
Jung Jae-sung gewann 2005 die Thailand Open mit Lee Jae-jin, 2006 mit Lee Yong-dae.
Jung Jae-sung nahm an den Olympischen Sommerspielen 2008 im Herrendoppel mit Lee Yong-dae teil. Sie schieden jedoch überraschend schon in der ersten Runde aus. 
Nach dem Gewinn der Bronzemedaille bei den Olympischen Spielen 2012 mit Lee Yong-dae beendete er seine Karriere.

## Tod
Jung Jae-sung verstarb im Alter von 35 Jahren an einem Herzinfarkt, er soll seit drei Jahren vor seinem Tod an Herzrhythmusstörungen gelitten haben.

## Sportliche Erfolge
| Saison    | Veranstaltung           | Disziplin    | Platz | Name                         |
| --------- | ----------------------- | ------------ | ----- | ---------------------------- |
| 2005      | Thailand Open           | Herrendoppel | 1     | Jung Jae-sung / Lee Jae-jin  |
| 2005      | Asienmeisterschaft      | Herrendoppel | 2     | Lee Jae-jin / Jung Jae-sung  |
| 2005/2006 | German Open             | Herrendoppel | 1     | Lee Yong-dae / Jung Jae-sung |
| 2006      | Chinese Taipei Open     | Herrendoppel | 2     | Jung Jae-sung / Lee Yong-dae |
| 2006      | Thailand Open           | Herrendoppel | 1     | Lee Yong-dae / Jung Jae-sung |
| 2011      | German Open             | Herrendoppel | 1     | Lee Yong-dae / Jung Jae-sung |
| 2011      | French Open             | Herrendoppel | 1     | Lee Yong-dae / Jung Jae-sung |
| 2012      | Olympische Sommerspiele | Herrendoppel | 3     | Lee Yong-dae / Jung Jae-sung |
| 2012      | Indonesia Open          | Herrendoppel | 1     | Lee Yong-dae / Jung Jae-sung |
| 2012      | All England Open        | Herrendoppel | 1     | Lee Yong-dae / Jung Jae-sung |
| 2012      | Korea Open              | Herrendoppel | 2     | Lee Yong-dae / Jung Jae-sung |